# انتقام ازدواج کامل
انتقام ازدواج کامل (انگلیسی: Perfect Marriage Revenge؛ کره‌ای: 완벽한 결혼의 정석) یک مجموعه تلویزیونی محصول کره جنوبی سال ۲۰۲۳ با بازی جونگ یو مین، سونگ هون، جین جی هی، کانگ شین هیو و اوه سونگ یون است. این مجموعه بر پایه یک وب ناول با همین نام است که به صورت وب‌تون نیز ساخته شده‌است. انتقام ازدواج کامل از ۲۸ اکتبر تا ۳ دسامبر ۲۰۲۳، روزهای شنبه و یکشنبه ساعت ۲۱:۵۰ (کی‌اس‌تی) از ام‌بی‌ان برای ۱۲ قسمت پخش شد.

## بازیگران

### اصلی
- سونگ هون در نقش سو دو گوک[۱]
- جونگ یو مین در نقش هان یی جو[۱]
- جین جی هی در نقش هان یو را[۱]
- کانگ شین هیو در نقش سو جونگ ووک[۱]
- اوه سونگ یون در نقش یو سه هیوک[۳]

### مکمل

#### خانواده یی جو
- لی مین یونگ در نقش لی جونگ هه[۱]
- جون نو مین در نقش هان جین وونگ[۳]
- لی بیونگ جون در نقش هان وون جه[۷]

#### خانواده دو گوک
- بان هیو جونگ در نقش لی ته جا[۳]
- کیم اونگ سو در نقش سو یونگ کیون[۳]
- لی می سوک در نقش چا یون هوا[۸]
- اوه ها نی در نقش سو دو نا[۹]

#### افراد در شرکت دو گوک
- لی میونگ هون در نقش بیون جه هو[۱۰]
- لی وون هی در نقش کیم سون کوان[۱۰]

#### خانواده سه هیوک
- کیم یه ریونگ در نقش چوی جه سوک[۱۰]
- سونگ سویی در نقش یو سه هی[۱۰]

#### دیگران
- لی دا هه در نقش آن سو جین[۱۰]
- دو یو در نقش کیم جه وون[۱۱]

### سایر بازیگران
- جین هی کیونگ در نقش لی جی وون / جمی[۳]
- کیم جونگ-ته در نقش جو دونگ سو

### حضور ویژه
- هونگ سوک چون در نقش صاحب فروشگاه لباس[۱۲]